# Vincent Royer

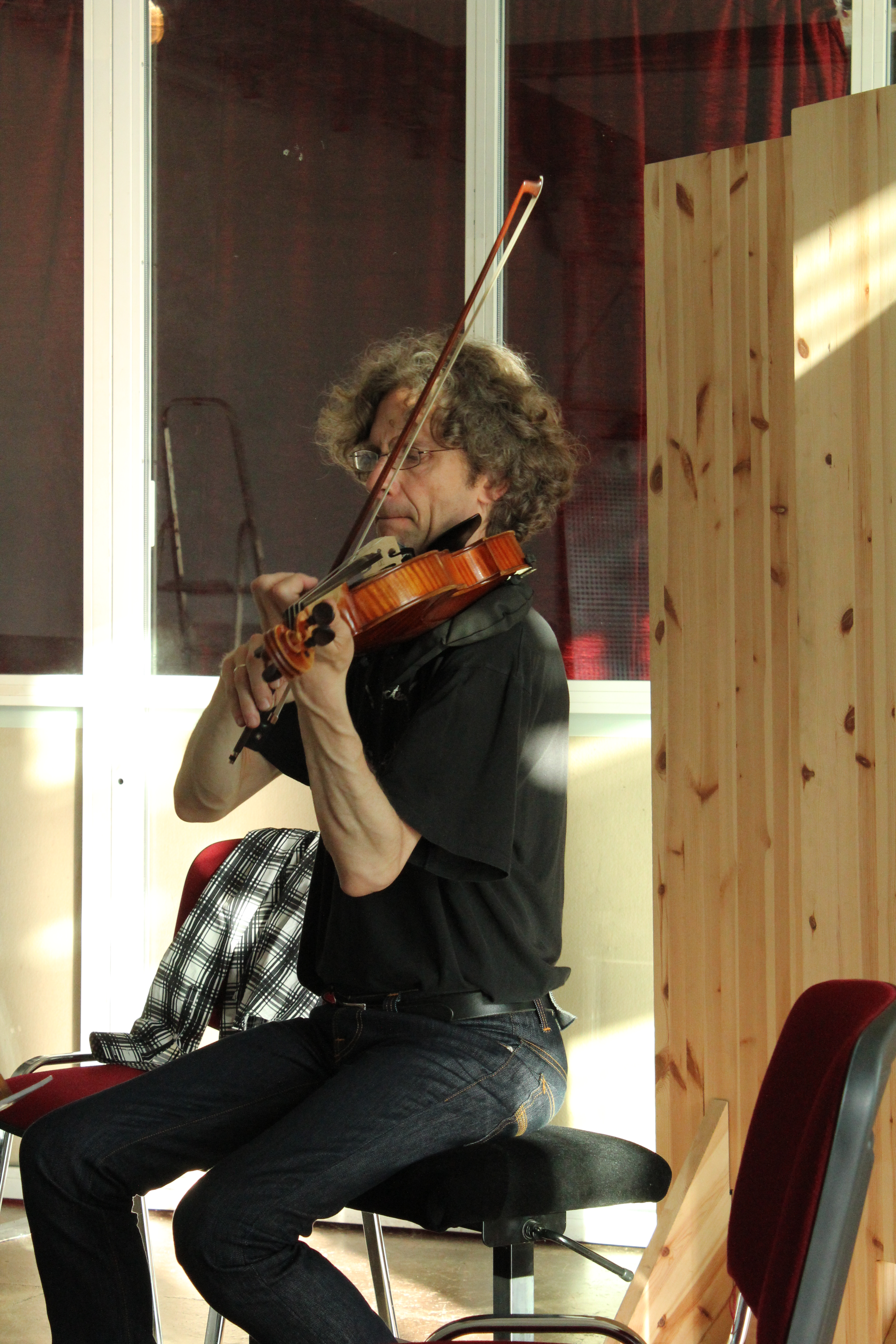
Vincent Royer bei einem Konzert mit dem Scott Fields Feartet im Loft (Köln) 2012

Vincent Royer (* 22. Januar 1961 in Straßburg) ist ein französischer Bratschist und Komponist.
Er konzertiert weltweit als Solist und Kammermusiker. Er gibt Meisterkurse, ist Mitglied diverser Ensembles und lehrt als Professor für Kammermusik am „Conservatoire Royal de Liège“.

## Leben
Royer lernte zunächst Klavier bei der Konzertpianistin und Schumann-Interpretin Hélène Boschi. Im Alter von 13 Jahren wechselte er zur Viola und erhielt Unterricht von Claude Ducroqc.
Als Stipendiat des Ministère de la Culture Paris  absolvierte er 1987 die staatliche Musiklehrer-Prüfung und erhielt den Hochschul-Abschluss im Hauptfach Viola an der Hochschule für Musik Freiburg. Sein Diplom erwarb er im Jahr 1989 an der Hochschule für Musik und Tanz Köln, ebenfalls im Hauptfach Viola. Er studierte bei  Ulrich Koch in Freiburg, Rainer Moog in Köln und Serges Collot in Paris.
Nach dem Studium gründete er zusammen mit dem brasilianischen Pianisten Paulo Álvares, die Gruppe ALEA – ein Ensemble für kollektive Komposition und Improvisation.
1991 erhielt er den Prix Xenakis de Paris im Rahmen des Lucero Festivals.
1995 erhielt er ein Stipendium des französischen Kulturministeriums als Artist in Residence in der Bourse Lavoisier Künstlerresidenz am Banff Center for the Arts in Kanada.
Von 1995 bis in das Jahr 2009 gab Royer Meisterklassen an der Académie d’été de Jeunesses Musicales de Croatie in Grožnjan.
2003 bis 2009 lehrte er am Conservatoire royal de Mons und am Conservatoire royal de Liège.
2006 spielte Royer die Erstaufnahme von Horațiu Rădulescus Gesamtwerk für Viola ein. Von der Fachzeitschrift „Crescendo“ wurde die Aufnahme mit der Höchstwertung ausgezeichnet.
2007 bis 2009 unterrichtete Vincent Royer in Workshops an Universitäten in Chicago, Los Angeles (California Institut of the Arts und University of California, Santa Barbara) und Brüssel.
2008 gewann Vincent Royer den Coup de Cœur de l’Académie Charles Cros. Der Preis wird von der Akademie Charles Cros vergeben. Sie gilt als das französische Äquivalent zur US-amerikanischen NARAS, die jährlich die Grammy Awards vergibt. Ausgezeichnet wurden gleich zwei Aufnahmen, die 2007 erschienene CD-Aufnahme „Didascalies“ mit Werken des Komponisten Luc Ferrari und die 2008 veröffentlichte CD „Lignes“ mit Kammermusikwerken von Jean-Luc Fafchamps.
„Didascalies“, die zusammen mit dem belgischen Pianisten Jean-Philippe Collard-Neven entstand, gilt in Fachkreisen als Referenz für die Musik von Ferrari. Auch in der Fachpresse erhielten die Aufnahmen hohe Anerkennung. So vergab das französische Musikmagazin Le Monde de la musique für „Lignes“ die Höchstnote.
Drei Jahre später erhielt er den Coup de Cœur erneut. Diesmal für das Album „Giacinto Scelsi Volume 9: The Works for Viola“, das Werke für Viola und Gesang des italienischen Komponisten und Dichters Giacinto Scelsi aus den Jahren 1955 bis 1964 umfasst.
2010 gab er zusammen mit Alex Waterman im International House Philadelphia einen Meisterkurs für die American Federation of Composers.
Seit 2010 ist Vincent Royer zudem Professor für Kammermusik am „Conservatoire Royal de Liège“ in Belgien.
Weitere Meisterkurse gab er 2013 an der Hochschule für Musik und Tanz Köln, 2014  an der Musik-Akademie der Stadt Basel, 2015 beim Festival Viola Moderna an der Folkwang Universität und im selben Jahr am Conservatoire de musique de Montréal.

## Komposition
In seinen Kompositionen spielt das Moment der Klangforschung eine zentrale Rolle. „Traverse“ ist im Jahr 2000 von der „International Computer Music Conference“ in Berlin gewürdigt worden, und am „Centre Henri Pousseur“ in Liège, mit dem Royer seit 2001 verbunden ist, entstand 2003 „Lumen“ (2003) für Viola und Elektronik.
Zusammen mit dem Informatiker und Komponisten Gerhard Eckel entwickelte er in Banff und im ZKM (Karlsruhe) Improvisationen für Viola mit Elektronik und einen Viola-Soundkatalog.

### Werke
- Catalogue des sons, Chinook (1995), uraufgeführt
- Chinook II für Streicher und Band (1996), uraufgeführt
- la rivière du silence (2001), uraufgeführt
- Lumen für Alto & Electronics (2003), uraufgeführt
- Dix ailes für Cello, Harfe, Schlagzeug (2004), uraufgeführt
- l’Amour fou für Ensemble und Tonband (2009), uraufgeführt
- Préludes à l'Amour fou für Mezzo, Viola und Klavier (2011), uraufgeführt
- Akasha für Bratschenensemble (2014), uraufgeführt

## Kammermusik
Er war von 2011 bis 2014 Mitglied des Scott Fields String Feartet.
Seine aktuellen Formationen auf dem Feld der Improvisation sind das Quatuor Brac, das Duo Gratkowski-Royer und ein Duo mit dem Architekten und Videokünstler Matthias Siegert.

## Ensembles
Vincent Royer war 1989 Mitgründer Ensembles ALEA und von 1989 bis 1992 Solo-Bratschist im Ensemble Köln. Seit 1990 ist er Mitglied des Gürzenich-Orchester Köln und  seit 1991 Mitglied des European Lucero Ensemble.
Zudem ist er regelmäßiger Gast beim Ensemble Modern, dem Ensemble Musikfabrik und dem Ensemble Noamnesia Chicago.

## Diskografie
- Éphémère... (CD) Luc Ferrari, Brunhild Ferrari, Vincent Royer (2015, Mode 285)
- Gentle Electronics (CD/DVD) Jean-Luc Fafchamps (2015, SubRosa 397)
- La chute du rouge (CD) Christophe Bertrand (2015, Motus 214008)
- Hall des chars (CD) Quatuor BRAC (2014, blumlein records)
- String Feartet (CD) Scott Fields (2013, Between the lines)
- le parfum des cordes (CD) Marcel Cominotto (2013, Azur classical)
- Instants chavirés (CD) Quatuor BRAC (2012, blumlein records)
- …Lignes… (CD) Jean-Luc Fafchamps (2011, Fuga Libra 537)
- Giacinto Scelsi - The Viola Works (CD) Vincent Royer & Séverine Ballon (2011, Mode 231)
- Frail Lumber (CD) Scott Fields (2010, NotTwo)
- Didascalies 2 (Vinyl-LP) Luc Ferrari (2010, SubRosa SRV305)
- Moersbow / Ozzo (CD) Scott Fields & Multiple Joyce Orchestra (2011, Clean Feed Records CF236CD)
- The Viola Works (CD) Giacinto Scelsi (2008, Mode 231)
- Didascalies (CD/DVD) Luc Ferrari (2007, SubRosa 261)
- Horatiu Radulescu: Intimate Rituals (CD) Vincent Royer & Gerard Causse (Gesamtwerk für Viola) (2006, SubRosa 248)
- The book of Scenes (CD) David Shea (2005, SubRosa 224)
- Le marteau sans maître (CD) Pierre Boulez (2001, CordAria)
- Fever / Ji-Virus (CD) Michael Riessler (2000, Wergo WER63092)
- Traverse (CD) Vincent Royer/Gerhard Eckel (1999, HDK Berlin)
- Lied von der Erde (CD) Gustav Mahler (1989, Canterino CNT 1031)[17]

## Gewidmete Werke
Seine solistische Tätigkeit als Interpret ist von der persönlichen Zusammenarbeit mit Komponisten geprägt. Die wichtigsten sind Pascal Dusapin, Luc Ferrari, Gérard Grisey, Victor Kissine, Jean-Luc Fafchamps, Claude Ledoux, Horațiu Rădulescu, Michael Riessler, Vinko Globokar, Fabrizio Cassol, David Shea, Robert HP Platz, Frederic D’Haene, Christophe Bertrand und Ken Ueno.
Als Ergebnis dieser Zusammenarbeit wurden Royer diverse Werke gewidmet.
- Malika Kishino: Monochromer Garten VI (2015)[18]
- Christophe Bertrand: Arashi (2007)
- Vinko Globokar: Métamorphoses paralèlles (2005)
- David Shea: The Book of Scenes (2005)
- Fabrizio Cassol: Anima Libera (2004)
- Robert Platz: Leere Mitte (2004)
- Jean-Luc Fafchamps: Z1 (2003), Streetmusic (2009)
- Luc Ferrari: Rencontres fortuites (2003), Didascalie (2004), Tautologos 3 (2005)
- Horatiu Radulescu: Agnus Dei (1991) und Lux Animae (2000)